# Rothschildia morana
Rothschildia morana är en fjärilsart som beskrevs av William Schaus 1921. Rothschildia morana ingår i släktet Rothschildia och familjen påfågelsspinnare. Inga underarter finns listade.